# Henry Agard Wallace
Henry Agard Wallace (Orient, 7 d'octubre de 1888 - Danbury, 18 de novembre de 1965) va ser el 33è vicepresident dels Estats Units d'Amèrica (1941-1945), el Secretari d'Agricultura (1933-1940), i el Secretari de Comerç (1945-1946).
Wallace va ser un ferm defensor del New Deal, el liberalisme i les polítiques més suaus cap a la Unió Soviètica. Les seves baralles públiques amb altres funcionaris i la seva impopularitat amb els caps del partit en les principals ciutats van causar gran controvèrsia durant la seva etapa com a vicepresident sota Franklin Delano Roosevelt, enmig de la Segona Guerra Mundial, i va donar lloc a que els demòcrates li neguessin l'oportunitat a presentar-se a les eleccions presidencials de 1944 a favor del senador Harry S. Truman.
En l'elecció presidencial de 1948, Wallace va deixar el Partit Demòcrata per ser, sense èxit, el candidat del Partit Progressista contra Truman, el republicà Thomas E. Dewey, i el demòcrata Strom Thurmond. Va guanyar el 2,4% del vot popular, però no els vots electorals, i va acabar quart.